# بريستول شيريب
بريستول شيريب هو محرك طائرة بريطاني، يتكون من أسطوانتين ويُبرد بالهواء. صُمم وصُنع بواسطة شركة طائرات بريستول. تم تقديم المحرك في عام 1923، وكان شائعا للطائرات الخفيفة جدا في الثلاثينيات من 1930.

## الأنواع

### شيريب 1
تم تقديم النسخة الأولية منه في عام 1923، وكانت مواصفاته كالتالي:
- قطر الأسطوانة:3.35 بوصة (85 مم).
- طول شوط المكبس: 3.8 بوصة (97 مم).
- الحجم المزاح: 67 بوصة مكعب (1.095 لتر).
- القدرة الناتجة: 32 حصان (24 كيلو وات) عند سرعة دورانية تبلغ 2500 دورة/دقيقة.[2]

### شيريب 2
نسخة  مصغرة بنسبة 2:1 من شيريب 1.

### شيريب 3
نسخة أكثر تطورا وأكبر، حيث بلغ سعتها 1.228 لتر. تم تقديمها في عام 1925.

## التطبيقات
- طائرة أفيا بي اتش-2
- طائرة أفرو أفيس
- طائرة بيردمور وي بي
- طائرة بريستول براوني
- طائرة كرانويل سي إل ايه-2
- طائرة كرانويل سي إل ايه-3
- طائرة كرانويل سي إل ايه-4
- طائرة دارت بوب
- طائرة إيفرسون إيفو 3
- طائرة جرانجر أركيوبتريكس
- طائرة هالتون ماي فلاي
- طائرة هوكر سيجنت
- طائرة ميسيرسشميت إم 17
- طائرة ميرس ميدجت
- طائرة ميجنت اتش إم 14
- طائرة بارنال بايكسي
- طائرة باندر دي بي
- طائرة بوويل بي اتش راسير
- طائرة راي سكاراب
- طائرة راي هيوريكان
- طائرة شورت كوكل
- طائرة شورت ساتيلايت
- طائرة سوبرمارين سبارو
- طائرة فيكرز فاجابوند
- طائرة ويستلاند ودبيجيون
- طائرة ويستلاند هيل بتيروداكتيل

## الناجين
تستخدم طائرة ميسيرسشميت إم 17 ريبليكا الصالحة للملاحة، والموجودة في مانشينج بألمانيا، و تعمل بمحرك بريستول شيريب 3.

## محركات للعرض
يعرض محرك بريستول شيريب في متحف مجموعة شاتلوورث للطيران و السيارات، الموجود في أولد واردن في بيدفوردشير.

## مواصفات شيريب 3

### مواصفات عامة
- النوع:محرك مكبسي، يتكون من أسطوانتين أفقيتين متقابلتين، ويُبرد بالهواء.
- قطر الأسطوانة: 3.54 بوصة (90 مم).
- طول شوط المكبس: 3.8 بوصة (96.5 مم).
- الحجم المزاح:75 بوصة مكعب (1.228 لتر).
- العرض:25.6 بوصة (650 مم).
- الوزن الأساسي:98 باوند (39.5 كغم).

### المكونات
- الصمامات: صمام علوي (بالإنجليزية: Overhead valve).
- نظام التزييت: الحوض المجمع الجاف (بالإنجليزية: Dry sump).
- نظام التبريد: تبريد بالهواء.

### الأداء
- القدرة الناتجة:26 حصان (24 كيو وات) عند سرعة دورانية 3200 دورة/دقيقة.
- نسبة الانضغاط:1:5.75
- إستهلاك الوقود: 2.5 جالون/ساعة.
- نسبة القدرة إلى الوزن: 0.36 حصان/باوند.

## وصلات خارجية
- The Bristol Cherub - Flight, March 1923